# OpenStreetMap
OpenStreetMap (també conegut amb l'acrònim OSM) és un projecte col·laboratiu per crear mapes de contingut lliure usant dades obtingudes mitjançant dispositius GPS mòbils, ortofotografies i altres fonts de dades. Les dades dels mapes (coordenades) i les imatges obtingudes amb elles es lliuren sota la llicència Open Database License.
El gener del 2013 el projecte ja tenia prop d'1.000.000 d'usuaris registrats, el febrer del 2011 gairebé 12.000 realitzaven alguna edició a la base de dades cada mes. El nombre d'usuaris creix un 10% de mitjana per mes.
Els usuaris registrats poden pujar les seves traces des del GPS i crear i corregir dades vectorials mitjançant eines creades per la comunitat OpenStreetMap. Cada setmana s'afegeixen 90.000 km de noves carreteres amb un total de gairebé 24.000.000 km de vials (febrer 2011).

## Història

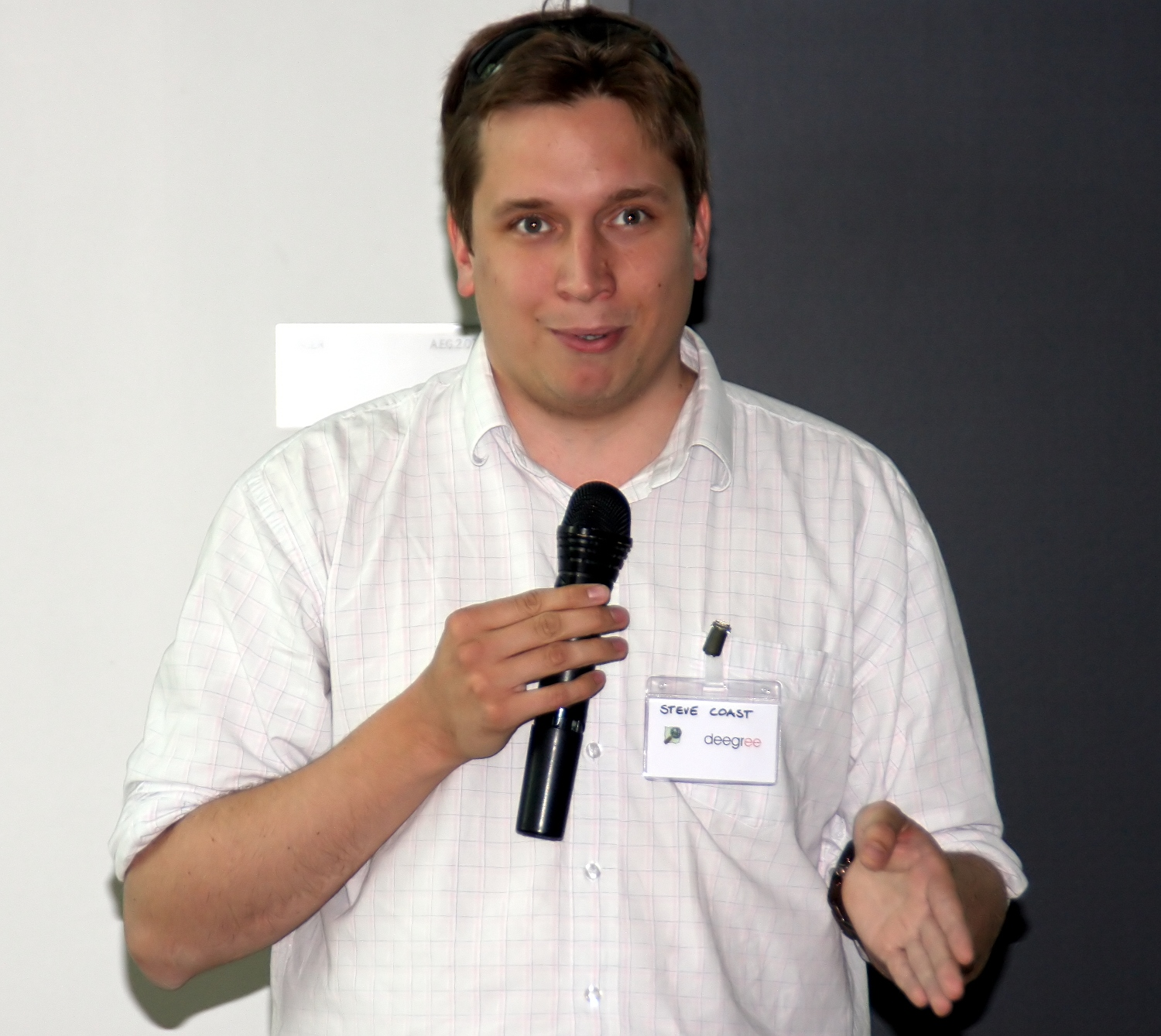
Steve Coast, 2009

El projecte OpenStreetMap fou creat el juliol de 2004 pel britànic Steve Coast, en resposta als alts preus que cobrava l'Ordnance Survey, l'agència cartogràfica de la Gran Bretanya, per la seva informació geogràfica.
L'abril de 2006 s'inicià el procés per transformar-la en una fundació:
La Fundació OpenStreetMap és una organització sense ànim de lucre dedicada a impulsar el creixement, el desenvolupament i la distribució de dades geoespacials lliures i a proporcionar dades geoespacials per l'ús i la compartició de tothom.
El desembre de 2006, Yahoo! confirma que OSM podria utilitzar les seves fotografies aèries com a base per a la producció de mapes. El servei va estar disponible fins al tancament de l'API de Yahoo! Map el 13 de setembre de 2011.
El juliol de 2007, la Fundació OpenStreetMap va organitzar la primera conferència internacional d'OSM, anomenada The State of the Map ("L'estat del Mapa").
El gener de 2008 es creà una nova funcionalitat per a la descàrrega de cartografia OSM en dispositius GPS destinats especialment al ciclisme urbà i cicloturisme.
El gener de 2009, l'agència cadastral francesa permet a OSM l'ús dels seus serveis WMS per a la vectorització de geodades.

## Format de les dades
La font més comuna de les dades introduïdes a OSM són els dispositius GPS portàtils. Molts contribuïdors usen programes com GPSBabel per convertir les dades del GPS en format cru (NMEA o altres) al format GPX (derivat de XML). Les coordenades latitud/longitud, es troben en el format WGS84 i són visualitzades normalment fent servir la projecció cilíndrica de Mercator.

## Eines de visualització

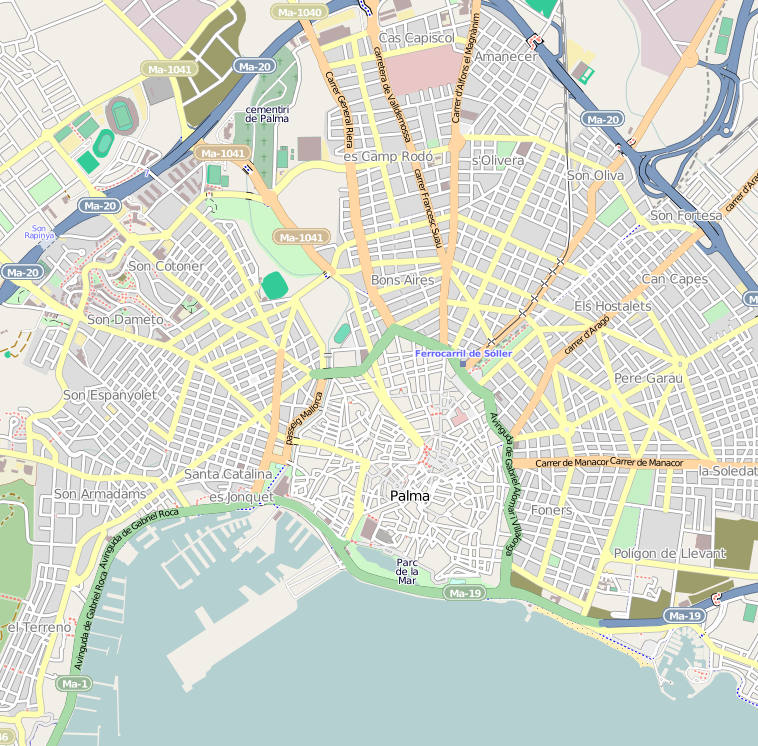
La ciutat de Palma a OpenStreetMap.

- La pàgina web d'OpenStreetMap proveeix una aplicació AJAX[7] per visualitzar en línia els mapes.

- Un motor de renderització SVG[8] es fa servir per produir imatges i mapes impresos.

- Les dades d'OSM es poden visualitzar amb el programa World Wind tot instal·lant aquest un plug-in.

- Els mapes d'OSM poden ser visualitzats nativament amb Marble.

## State of the Map
Des de l'any 2007, la comunitat de l'OSM celebra anualment a nivell mundial la conferència State of The Map. Les seus han estat: 
- Manchester (Anglaterra) — 2007[9]
- Limerick (Irlanda) — 2008[10]
- Amsterdam (Holanda) — 2009[11]
- Girona (Espanya) — 2010
- Denver (USA) — 2011
- Tokio (Japó) — 2012
- Birmingham (Anglaterra) — 2013

## Eines d'edició
Per editar les dades existeixen diferents possibilitats: 
- Edició on-line iD Amb un programa anomenat Potlatch, actualment és l'editor de referència per a les edicions en línia del projecte OpenStreetMap. iD està escrit completament en HTML5, que busca especialment una interfície intuïtiva que faciliti l'edició del mapa a qualsevol persona que ho desitgi.
- JOSM És una aplicació d'escriptori en Java, que l'usuari es descarrega i executa directament a l'ordinador, i és multiplataforma. Actualment, és l'editor més avançat que té la comunitat per la seva versatilitat i característiques.
- OSM-editor Aplicació d'escriptori en Qt que posseeix un cuidat entorn gràfic.

És necessari enregistrar-s'hi per editar les dades del mapa. El procés és gratuït i tothom hi és benvingut. No obstant, si no es vol realitzar cap edició i únicament es desitja visualitzar la cartografia, no és necessari enregistrar-se.
Per altra banda, també existeixen altres desenvolupats per tercers, com ara ILOE per a l'iPhone, Vespucci per a Android o Mapzen.